# Liste der Monuments historiques in Rombas
Die Liste der Monuments historiques in Rombas führt die Monuments historiques in der französischen Gemeinde Rombas auf.

## Liste der Objekte
| Bezeichnung                   | Beschreibung               | Standort                     | Kennzeichnung | Schutzstatus | Datum | Bild |
| ----------------------------- | -------------------------- | ---------------------------- | ------------- | ------------ | ----- | ---- |
| Skulptur Christus in der Rast | Kalkstein, 16. Jahrhundert | in der Kirche St-Rémi (Lage) | PM57000427    | Classé       | 1990  |      |